# Comédia romântica
Comédia romântica é um subgênero cinematográfico dos gêneros comédia e romance.
O formato básico de uma comédia romântica é muito anterior ao cinema. Muitas das peças de teatro de William Shakespeare, como Muito barulho por nada e Sonho de uma noite de verão se situam dentro do gênero da comédia romântica.

## Filmes clássicos do gênero comédia romântica
- 1930 - A divorciada
- 1931 - Luzes da Cidade
- 1934 - A alegre divorciada
- 1934 - It Happened One Night (br: Aconteceu naquela noite / pt: Uma noite aconteceu)
- 1936 - My Man Godfrey (br: o galante vagabundo / pt: doidos milionários)
- 1938 - You Can't Take It with You (br: Do mundo nada se leva / pt Não o levarás contigo)
- 1940 - The Philadelphia Story (br: Núpcias de escândalo / pt: Casamento escandaloso)
- 1950 - Born Yesterday (br: Nascida ontem / pt: A mulher que nasceu ontem)
- 1954 - Sabrina
- 1958 - Gigi
- 1961 - Breakfast at Tiffany's (br: Bonequinha de luxo / pt: Boneca de luxo)
- 1963 - Irma la Douce
- 1964 - Papai Ganso
- 1967 - The Graduate (br: A primeira noite de um Homem / pt: A primeira noite)
- 1977 - Annie Hall (br: Noivo neurótico, noiva nervosa / pt: Annie Hall)
- 1977 - The Goodbye Girl (br: A garota do adeus / pt: Não há dois, sem três...)
- 1981 - They All Laughed (br: Muito riso e muita alegria / pt: Romance em Nova Iorque)
- 1982 - Kiss Me Goodbye (br: Meu adorável fantasma / pt: Beija-me... e adeus)
- 1982 - Best Friends (br: Amigos muito íntimos / pt: Loucuras de um casal)
- 1983 - Spring Break (br: Primavera na pele)
- 1984 - Sixteen Candles (br: Gatinhas e gatões / pt: Parabéns a você)
- 1985 - A Rosa Púrpura do Cairo
- 1985 - Desperately Seeking Susan (br: Procura-se Susan desesperadamente / pt: Desesperadamente procurando Susana)
- 1986 - Lucas (br: A inocência do primeiro amor)
- 1987 - Roxanne
- 1987 - Overboard (br: Um salto para a felicidade / pt: Pela borda fora)
- 1988 - Coming to America (br: Um príncipe em Nova York /pt: Um príncipe em Nova Iorque)
- 1988 - Working Girl  (br: Uma secretária de futuro /pt: Uma mulher de sucesso)
- 1989 - When Harry Met Sally... (br: Harry e Sally - Feitos um para o outro / pt: Um amor inevitável)
- 1990 - Where the Heart Is (filme de 1990) (br: Onde está o coração)
- 1990 - Green Card (br: Green Card - passaporte para o amor / pt: Casamento por conveniência)
- 1990 - Mermaids (br: Minha mãe é uma sereia / pt: A minha mãe é uma sereia)
- 1991 - Career Opportunities (br: Construindo uma carreira / pt: Loucuras de uma noite)
- 1991 - Frankie and Johnny (br: Frankie & Johnny / pt: Frankie e Johnny)
- 1992 - O Príncipe das mulheres
- 1992 - Love Potion No. 9 (br: Poção do amor Nº 9 / pt: Você tem sex appeal?)
- 1992 - Used People (br: Romance de outono / pt: Um certo outono)
- 1993 - Born Yesterday  (br: O renascer de uma mulher /pt: Nascida ontem)
- 1993 - Benny & Joon (br: Benny & John - Corações em conflito / pt: Benny e John)
- 1994 - Four Weddings and a Funeral (br/pt: Quatro casamentos e um funeral)
- 1994 - Milk Money  (br: As Aparências Enganam / pt: Lição de Anatomia)
- 1995 - While You Were Sleeping (br: Enquanto Você dormia / pt: Enquanto dormias)
- 1995 - French Kiss (br: Surpresas do coração / pt: O beijo)
- 1995 - Nove Meses
- 1995 - Clueless (br: As patricinhas de Beverly Hills / pt: As meninas de Beverly Hills)
- 1995 - Something to Talk About (br: O poder do amor / pt: Amor e mentiras)
- 1995 - Sabrina
- 1996 - Mrs. Winterbourne (br: Amor por acidente / pt: O Comboio do Destino)
- 1996 - The Truth About Cats & Dogs (br: Feito cães e gatos / pt: Toda a verdade sobre cães e gatos)
- 1996 - Emma
- 1996 - Tin Cup (br: O jogo da paixão)
- 1996 - She's the One (br: Nosso tipo de mulher / pt: Aquela que eu quero)
- 1996 - O espelho tem duas faces
- 1996 - Everyone Says I Love You (br: Todos dizem eu te amo / pt: Toda a gente diz que te amo)
- 1996 - The Preacher's Wife (br: Um anjo em minha vida / pt: Espírito do desejo)
- 1996 - One Fine Day (br: Um dia especial / pt: Um dia em grande)
- 1997 - Chasing Amy (br: Procura-se Amy / pt: Perseguindo Amy)
- 1997 - My Best Friend's Wedding (br/pt: O casamento do meu melhor amigo)
- 1997 - Excess Baggage (br: Excesso de bagagem / pt: bagagem explosiva)
- 1998 - Music from Another Room (br: Atração irresistível / pt: Ouvindo a canção)
- 1998 - Hope Floats (br: Quando o amor acontece / pt: Uma nova esperança)
- 1998 - Shakespeare in Love (br: Shakespeare apaixonado / pt: A paixão de Shakespeare)
- 1998 - You've Got Mail (br: Mensagem para você / pt: Você tem uma mensagem)
- 1999 - Ela é demais
- 1999 - The Other Sister (br: Simples como amar / pt: A outra irmã)
- 1999 - Forces of Nature (br: Forças do destino / pt: Forças da natureza)
- 1999 - 10 Things I Hate About You (br: 10 Coisas que eu odeio em você / pt: 10 Coisas que odeio em ti)
- 1999 - Nunca fui beijada
- 1999 - Sonho de uma noite de verão
- 1999 - Notting Hill (br: Um lugar chamado Notting Hill / pt: Notting Hill)
- 1999 - Runaway Bride (br/pt: Noiva em fuga)
- 1999 - Molly (br: Molly - Experimentando a vida)
- 1999 - The Bachelor (br: Procura-se uma noiva / pt: Noiva procura-se)
- 2000 - Woman on Top (br: Sabor da paixão / pt: Mulher por cima)
- 2000 - What Women Want (br: Do que as mulheres gostam / pt: O que as mulheres querem)
- 2001 - The Wedding Planner 'br: O casamento dos meus sonhos / pt: Resistir-lhe é impossível)
- 2001 - O fabuloso destino de Amélie Poulain
- 2002 - The Sweetest Thing (br: Tudo pra ficar com ele / pt: A coisa doce)
- 2002 - Swept Away (br: Destino insólito / pt: Ao sabor das ondas)
- 2002 - Maid in Manhattan (br: Encontro de amor / pt: Encontro em Manhattan)
- 2003 - Como perder um homem em 10 dias
- 2003 - Abaixo o amor
- 2003 - Under the Tuscan Sun (br: Sob o Sol da Toscana / pt: Sob o Sol da Toscânia)
- 2004 - 50 First Dates (br: Como se fosse a primeira vez / pt: A minha namorada tem amnésia)
- 2004 - The Girl Next Door (br: Show de vizinha / pt: A miúda do lado)
- 2004 - Shall We Dance? (br: Dança comigo? / pt: Vamos dançar?)
- 2004 - A Cinderella Story (br: A nova Cinderela / pt: A história da Cinderela)
- 2005 - A Lot Like Love (br: De repente é amor / pt: O amor está no ar)
- 2005 - The Perfect Man (br: Paixão de Aluguel / pt: O homem perfeito)
- 2005 - Trust the Man (br: Totalmente apaixonados / pt: Jogos de infidelidade)
- 2005 - Just Like Heaven (br: E se fosse verdade... / pt: Enquanto estiveres aí)
- 2005 - The Wedding Date (br: Muito bem acompanhada / pt: Um homem de sonho)
- 2006 - Bottoms Up (br: De pernas pro ar / pt: O bar das loiras)
- 2006 - My Super Ex-Girlfriend (br: Minha super ex-namorada / pt: A minha super ex)
- 2006 - Paris, je t'aime (br: Paris, eu te amo)
- 2006 - O amor não tira férias
- 2007 - P.S. I Love You (br: P.S. Eu te amo / pt: P.S. I love you)
- 2007 - Enchanted (br: Encantada / pt: Uma história de encantar)
- 2008 - Forgetting Sarah Marshall (br: Ressaca de amor / pt: Um belo par... de patins)
- 2008 - Vestida para Casar
- 2008 - Fool's Gold (br: Um amor de tesouro / pt: O tesouro encalhado)
- 2008 - Made of Honor (br: O melhor amigo da noiva / pt: Padrinho... mas pouco)
- 2008 - What Happens in Vegas (br: Jogo de amor em Las Vegas / pt: Loucuras em Las Vegas)
- 2009 - New in Town (br: Recém chegada / pt: De malas aviadas)
- 2009 - He's Just Not That into You (br: Ele não está tão a fim de você / pt: Ele não está assim tão interessado)
- 2009 - I Love You, Man (br: Eu te amo, cara / pt: És o maior, meu!)
- 2009 - Management (br: O amor pede passagem / pt: Como gerir o amor)
- 2009 - The Ugly Truth (br: A verdade nua e crua / pt: ABC da sedução)
- 2009 - Couples Retreat (br: Encontro de casais / pt: Terapia para casais)
- 2010 - Valentine's Day (br: Idas e vindas do amor / pt: Dia dos namorados)
- 2010 - Date Night (br: Uma noite fora de série / pt: Uma noite atribulada)
- 2011 - Just Go with It (br: Esposa de mentirinha / pt: Engana-me que eu gosto)
- 2011 - LOL (br: Lola / pt: LOL)
- 2011 - Meia-Noite em Paris
- 2011 - Friends with Benefits (br: Amizade Colorida / pt: Amigos Coloridos)
- 2012 - Think Like a Man (br: Pense como eles / pt: Pense como um homem)
- 2012 - The First Time (br: A primeira vez)
- 2013 - About Time (br: Questão de tempo / pt: Dá tempo ao tempo)
- 2014 - Magia ao Luar
- 2014 - The Other Woman (br: Mulheres ao ataque / pt: Não há duas sem três)
- 2015 - Loucas pra Casar

Os filmes do gênero comédia romântica mais bem sucedidos nas bilheterias
1. Casamento grego (br) / Viram-se gregos para casar (pt)
2. Do que as mulheres gostam (br) / O que as mulheres querem (pt)
3. Hitch - Conselheiro amoroso (br) / Hitch - A cura para o homem comum (pt)
4. Uma linda mulher (br) / Um sonho de mulher (pt)
5. Ele Não Está Tão A Fim de Você (br) / Ele Não Está Tão Interessado (pt)
6. Quem vai ficar com Mary? (br) / Doidos por Mary (pt)
7. Noiva em fuga (br / pt)
8. Melhor é impossível (br / pt)
9. A casa caiu (br) / A mulher da casa (pt)
10. Um príncipe em Nova Iorque (br / pt)
11. Doce lar (br) / A diva da moda (pt)
12. Minha mãe quer que eu case (br) /  Porque eu digo que sim ou Porque sim (pt)